# Teddington (Nouvelle-Zélande)
Teddington est une très petite localité de la péninsule de Banks située à la tête du mouillage de Lyttelton Harbour.

## Situation
Elle siège à la jonction de la route du col de Gebbies Pass et de la route allant de la ville de Purau à celle de Christchurch.

## Histoire
La ville remonte aux premiers colons du secteur de Christchurch, mais elle est maintenant réduite à la présence d’un pub et d’une enseigne de maréchal-ferrant avec sa forge restaurée.

## Tsunami
Le séisme de 1960 à Valdivia causa un tsunami, qui traversa tout l'océan Pacifique pour aller frapper la Nouvelle-Zélande.
Le tsunami fut canalisé en remontant Lyttelton Harbour et inonda les terrains agricoles déclives et la Wheatsheaf Tavern dans Teddington  /
Un évènement similaire survint en 2010 à la suite d'un tremblement de terre survenu au Chili avec trois vagues, qui dépassaient les deux mètres de haut, inondant la tête du mouillage autour de la localité de Teddington.
Un tsunami plus ancien survint en 1868 à la suite d'un tremblement de terre au large des côtes du Pérou qui causa une vague de huit pieds de haut qui fut canalisée en remontant le mouillage de Lyttelton Harbour en direction de la localité de Teddington.

## Démographie
La zone statistique de Teddington , qui s’étend de Governors Bay presque jusqu’à la localité de Purau et incluant l’île Ōtamahua / Quail, couvre 46,15 km2.
Elle a une population estimée à  260 habitants en juin 2022 avec une densité de population de 5,6 résidents par km2.
Teddington avait une population de 234 habitants lors du recensement de 2018 en Nouvelle-Zélande, en augmentation de 42 personnes (21,9 %) depuis le recensement de 2013 et en augmentation de 27 personnes (13,0 %) depuis le recensement de 2006 en Nouvelle-Zélande.
Il y avait 87 logements avec 117 hommes et 114 femmes, donnant un sexe-ratio de 1,03 homme pour une femme.
L’âge médian était de 46,5 ans (comparé avec les 37,4 ans au niveau national), avec 36 personnes (15,4 %) âgées de moins de 15 ans, 39 personnes (16,7 %) âgées de 15 à 29 ans, 114 personnes (48,7 %) âgées de 30 à 64 ans, et 42 personnes (17,9 %) âgées de 65 ans ou plus.
L’ethnicité était pour 97,4 % européens/Pākehā, 5,1 % Māori, et 2,6 % personnes venant du Pacifique (le total peut faire plus de 100 % dans la mesure où une personne peut s’identifier de multiples ethnies).
La proportion de personnes nées outre-mer était de 25,6 %, comparée avec les 27,1 % au niveau national.
Bien que certaines personnes refusent de donner leur orientation religieuse, 57,7 % n’avaient aucune religion, 33,3 % étaient chrétiens, 1,3 % étaient bouddhistes et 1,3 % avaient une autre religion.
Parmi ceux d’au moins 15 ans d’âge, 75 personnes (37,9 %) avaient une licence ou un degré supérieur et 18 personnes (9,1 %) n’avaient aucune qualification formelle.
Le revenu médian était de 39,300 $, comparé avec les 31,800 $ au niveau  national.
Le statut d’emploi de ceux d’au moins 15 ans d’âge était pour 105 personnes (53,0 %) un emploi à temps plein , pour 33 personnes (16,7 %) un emploi à temps partiel et 3 personnes (1,5 %) étaient sans emploi.